# Kettinge
Kettinge är en ort på ön Lolland i Danmark.   Den ligger i Guldborgsunds kommun och Region Själland, i den sydöstra delen av landet, 120 km söder om Köpenhamn. Kettinge ligger 23 meter över havet och antalet invånare är 541. Närmaste större samhälle är Nykøbing Falster, 12 km nordost om Kettinge. Trakten runt Kettinge består till största delen av jordbruksmark.